# László Nagy (futebolista)
László Nagy (Buzsák, 21 de outubro de 1949) é um ex-futebolista e treinador de futebol húngaro.

## Carreira
Nagy participou da equipe húngara medalha de ouro nos Jogos Olímpicos de 1968 na Cidade do México, e da equipe que disputou a Copa do Mundo FIFA de 1978.